# 乙字库
乙字库，明朝内廷十库之一，贮胖袄、战鞋、军士裘帽，隶属于兵部。

## 官制
- 掌库，一员；
- 贴库，无定员；
- 佥书，无定员。